# Chodenice
Chodenice (früher auch Chod(y)nica, Chodyniec) ist ein nordwestlicher Stadtteil von Bochnia der Woiwodschaft Kleinpolen in Polen.

## Geschichte

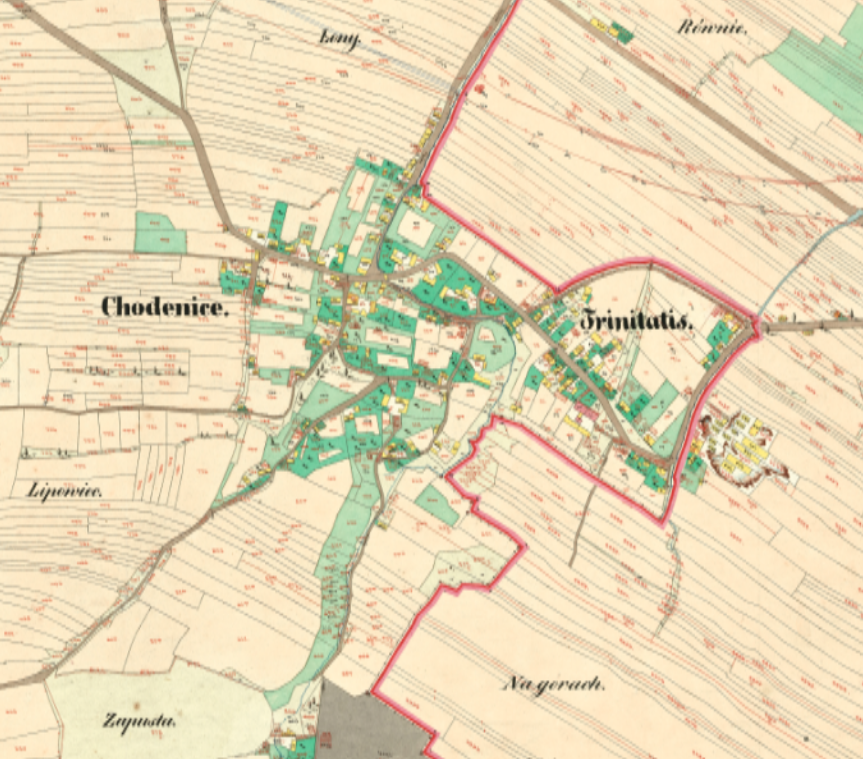
Chodenice und Trinitatis im Jahr 1847

Der Ort wurde im Gründungsprivileg der Stadt Bochnia im Jahr 1253 als Chodinijce erstmals urkundlich erwähnt, als es an Mikołaj, einem Gründer von Bochnia und dem Sohn von Volmar, verliehen wurde. Der patronymische Name ist vom Personennamen Chodyna mit dem Suffix -ice (früher auch -ica) abgeleitet.
Politisch und administrativ gehörte das Dorf zum Königreich Polen (ab 1569 Adelsrepublik Polen-Litauen), Woiwodschaft Krakau, Kreis Szczyrzyc. Mit Podedworze gehörte es zu den Vogten von Bochnia.
Bei der Ersten Teilung Polens wurde das Dorf 1772 Teil des neuen Königreichs Galizien und Lodomerien des habsburgischen Kaiserreichs (ab 1804). Die österreichische Verwaltung baute einen neuen Schacht des Salzbergwerks Bochnia südöstlich des Dorfszentrums an der Grenze zu Bochnia namens Trinitatis. Nach dem Jahr 1783 wurden dort auch im Zuge der Josephinischen Kolonisation deutsche Arbeiter gemischter Konfession angesiedelt. Die gleichnamige Kolonie wurde bis heute im Namen der Trinitatis-Straße beibehalten. Die Protestanten gehörten zur evangelischen Gemeinde in Neu-Gawlow. Im Jahr 1900 hatten die Gemeinden Chodenice und Trinitatis insgesamt eine Fläche von 352 Hektar. Beide waren völlig polnischsprachig und außer Römisch-Katholiken gab es nur 8 Juden in Chodenice und 6 Juden in Trinitatis.

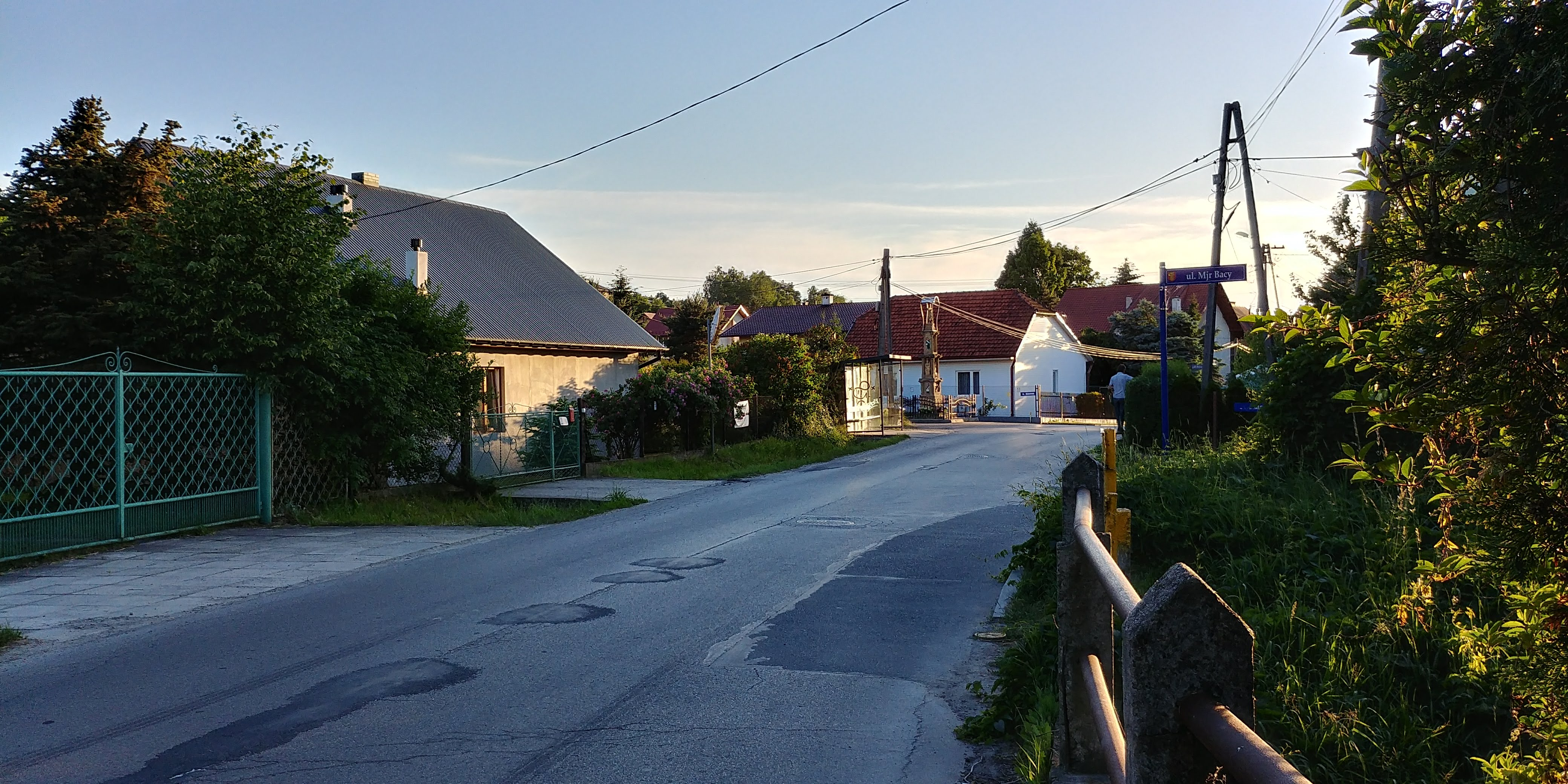
Chodenicka-Straße in Bochnia

1918, nach dem Ende des Ersten Weltkriegs und dem Zusammenbruch der k.u.k. Monarchie, kamen beide Orte zu Polen. Im Jahr 1921 gab es in der Volkszählung 13 Protestanten in Trynitatis.
Sie wurden im Jahr 1973 an Bochnia eingemeindet.